# SMU S. A.
SMU S.A. es un consorcio empresarial multinacional chileno, controlado mayoritariamente por CorpGroup, propiedad del empresario y economista Álvaro Saieh, y con operaciones en Chile y Perú principalmente en el rubro de supermercados. Sus principales marcas son Unimarc, Mayorista 10, Alvi, Súper 10, Mayorsa y Maxi Ahorro.
Su origen se remonta a 2007, cuando Saieh y su familia adquieren la operación de supermercados Unimarc, hasta entonces controlado por el empresario Francisco Javier Errázuriz. Posteriormente, Saieh se asocia con la familia Rendic, propietaria de los supermercados Deca, que operaba tiendas en las regiones de Atacama, Coquimbo y Valparaíso.
Las operaciones se consolidaron con la creación de una nueva compañía, denominada SMU, desde la cual se adquirieron otras cadenas entre 2008 y 2010, entre ellas, Bryc, Abu Gosch, Cofrima, Korlaet, Costa Sol y La Lica. También se completó la compra de Mayorista 10, del sitio web de venta por internet Telemercados Europa y de las tiendas de conveniencia OK Market, hasta entonces de propiedad de Salcobrand. Además, se acordó la compra y posterior fusión con Supermercados del Sur, propietario de Bigger, y que había adquirido otros supermercados como Keymarket y Diproc, todos controlados por el fondo Southern Cross (dueños de La Polar).
En los años posteriores la compañía se enfocó en generar eficiencias a nivel operacional, organizacional, comercial y financiero. En 2015 se materializa la salida de la familia Rendic, que vendió el 13,8% de la empresa por US$170 millones. La década termina con la venta de la filial de construcción Construmart y con la salida a bolsa de la compañía, en enero de 2017, por un monto de aproximadamente US$200 millones.

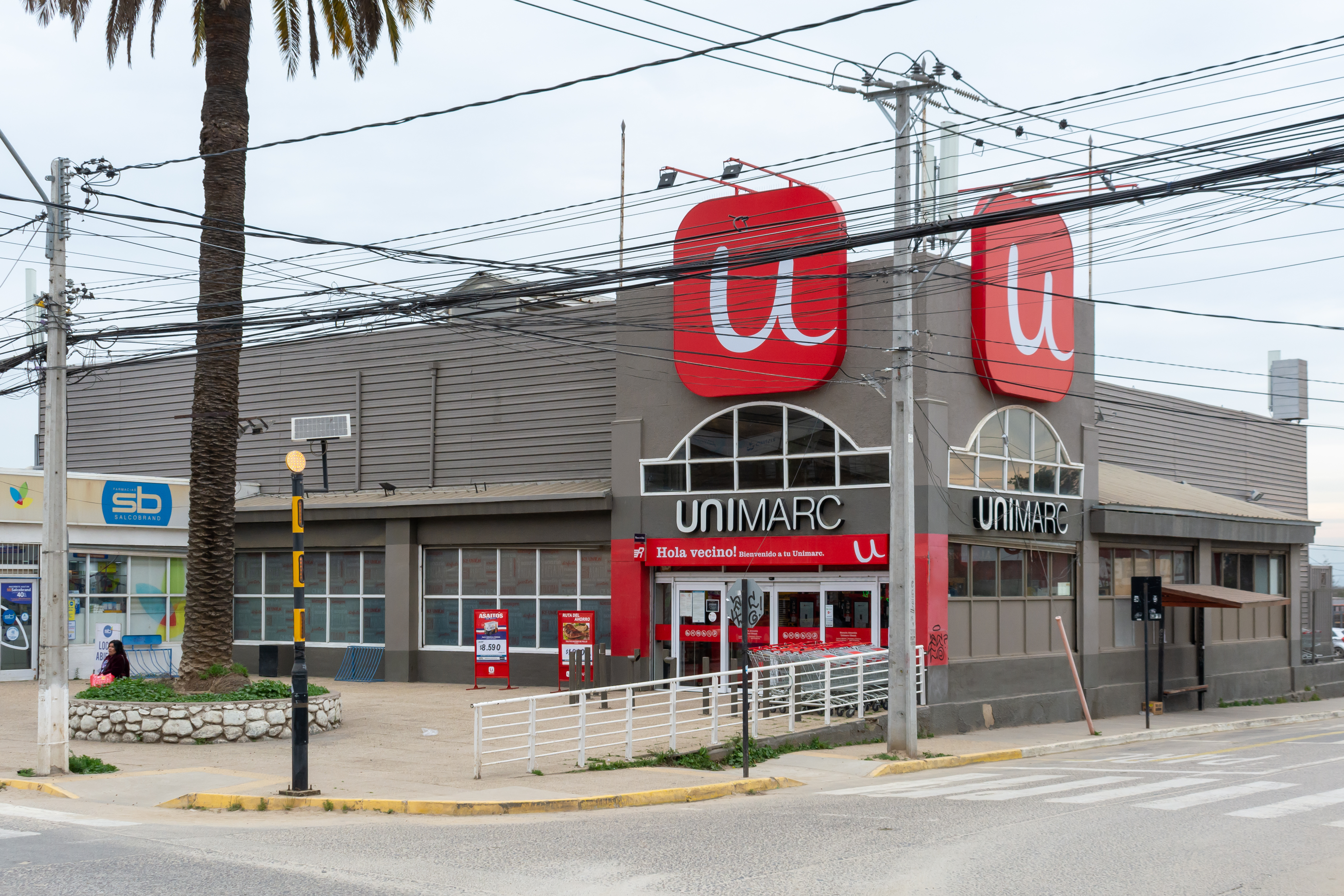
Exterior de un supermercado Unimarc en Olmué, Región de Valparaíso.

En septiembre de 2021 la compañía lanzó el sitio de comercio electrónico Unimarc.cl y la aplicación móvil, que reemplazaron a la marca Telemercados, e inauguró las primeras tiendas de su nuevo formato Super 10. 
Finalmente, durante el primer trimestre de 2022 se concretó la venta y traspaso de OK Market a FEMSA, controlador de la cadena Oxxo.